# San Salvador del Valledor
San Salvador del Valledor ist eine Parroquia und ein Ort in der Gemeinde Allande, in der autonomen Gemeinschaft Asturien im Norden Spaniens.
Die 69 Einwohner (2011) leben auf einer Fläche von 39,46 km². Pola de Allande, der Verwaltungssitz der Gemeinde liegt 43,60 km entfernt.
Die 18, teils unbewohnten Häuser von San Salvador sowie die 2009 wiederhergestellte Kirche, werden durch eine Nachbarschaftsinitiative die Asociación de Vecinos de San Salvador del Valledor gepflegt und laufend restauriert.

## Geschichte
Erste Erwähnungen finden sich in Urkunden aus dem Jahr 912 im Erzbistum Oviedo, aus denen die Stiftung der Klöster San Martin und San Salvador durch König Fruela II. an das Erzbistum hervorgeht.
Aus dem Jahr 972 stammt eine weitere Schenkungsurkunde  des Tructinus Veremudiz und seiner Frau Fakilo,  die dem Erzbistum einige Gebiete im Valledor stiften.

## Sehenswürdigkeiten
- Pfarrkirche (Iglesia) de San Salvador

## Dörfer und Weiler
| Name         | asturisch | Einwohner | Lage                    |
| ------------ | --------- | --------- | ----------------------- |
| Barras       |           | 3         |                         |
| Bustarel     |           | unbewohnt |                         |
| Collada      |           | 1         | 43.156173 -6.792133 484 |
| Fonteta      |           | 26        | 43.135978 -6.807256 540 |
| San Salvador |           | 17        | 43.154478 -6.80508 486  |
| Trabaces     |           | unbewohnt | 43.147655 -6.770197 597 |
| Villalaín    | Vilalaín  | 11        | 43.121496 -6.81291 635  |
| Villanueva   | Vilanova  | 11        |                         |